# 美津濃

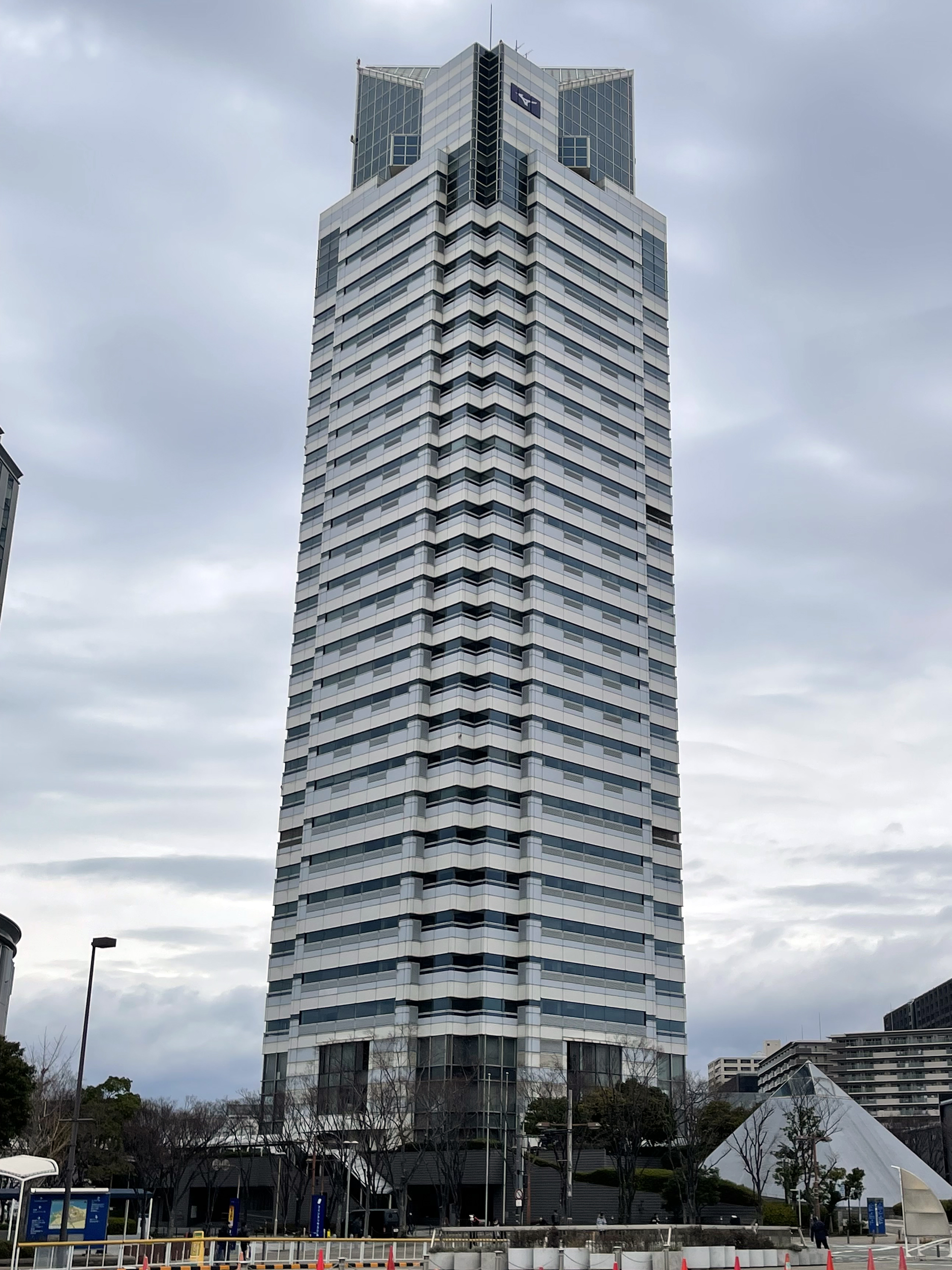
美津濃位於日本大阪市住之江區的總部

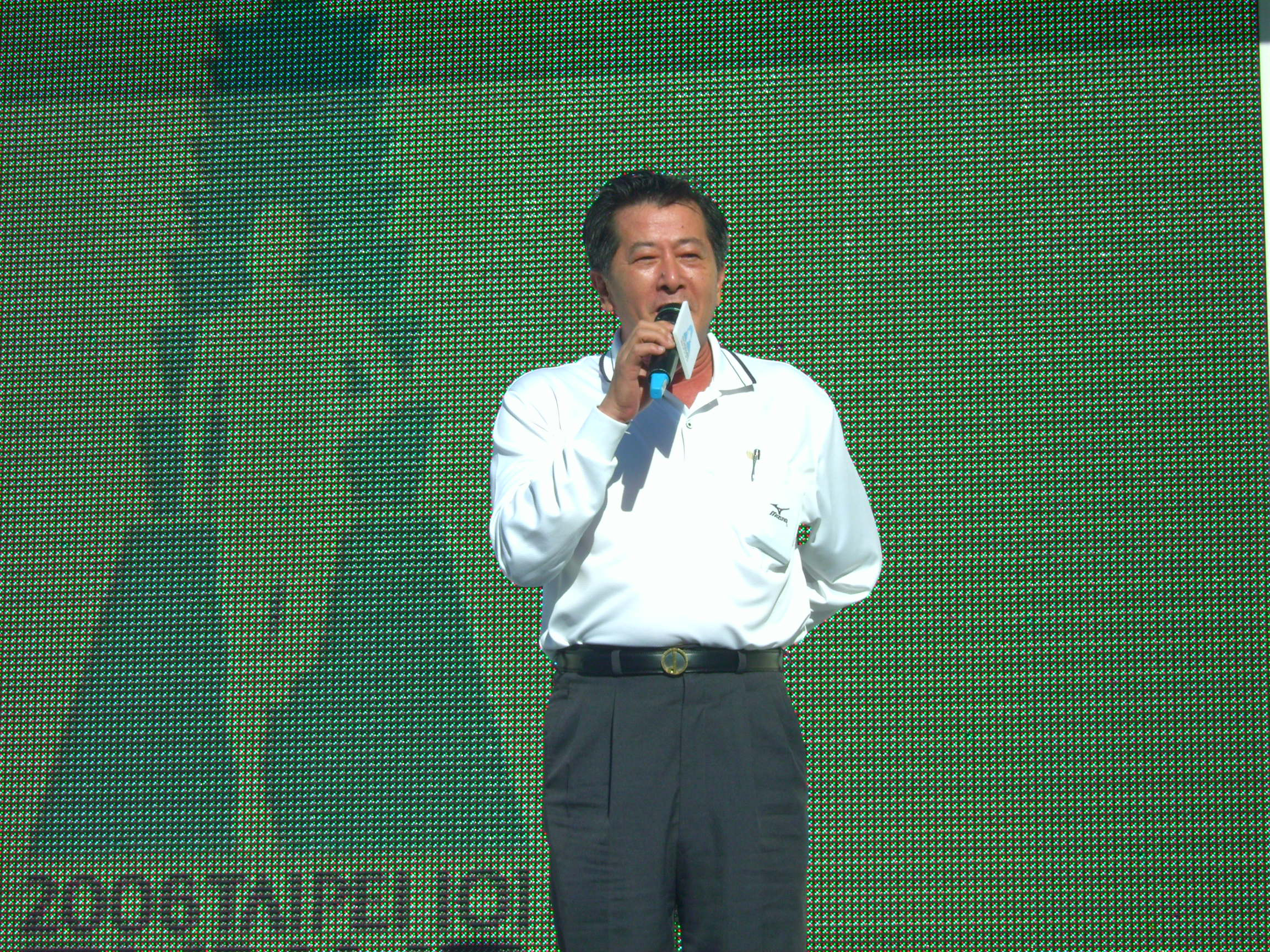
台灣美津濃總經理楠本真司參與「2006第二屆台北101國際登高賽」開幕致詞

美津濃（日語：ミズノ，東證1部：8022）是日本最大的體育用品及運動服裝製造商。
1906年在大阪創業以來，贊助過許多體育活動，小至學校的運動會，大至以奧林匹克運動會為首的各種國際大會均有廣泛的合作。在世界上為屈指可數的體育用品製造大廠。
各種項目的體育用品、運動服裝都有製造販賣。而其中棒球及排球更是有相當多的贊助選手，具有較高的市場佔有率。1993年J聯盟創立時全聯盟所有球隊的球衣都是採用美津濃製造的。2008年時，大阪櫻花、德島漩渦、廣島三箭、愛媛FC及福岡黃蜂等五隊採用美津濃的球衣。
現時，美津濃為日本女子排球隊、日本棒球代表隊（男/女子）及日本壘球代表隊提供全隊服裝。
美津濃在台灣的商品以慢跑鞋最為知名，國家代表隊及中華職棒多個球團也採用美津濃製作的球衣。

## 歷史
美津濃是由水野利八於1906年4月1日創辦，總部位於日本大阪市住之江区。会长水野正人及社长水野明人都是水野家族。
- 事業内容：運動用品、運動服裝等各種運動相關物品的製造、批發、販賣。

## 名稱由來
創辦人水野利八是出身於岐阜縣大垣市（古令制國為美濃國），美津濃（Mizuno）的名字就來自“水野”的羅馬拼音mizuno，和美濃的漢字，商標以片假名及羅馬拼音「Mizuno」表示，公司登記名稱與中文品牌名皆為漢字「美津濃」。在日語裡，美津濃和水野同音，有時習慣用“水野”稱呼美津濃。

## 贊助活動
- 美津濃高爾夫職業公開賽 、美津濃高爾夫職業錦標賽
- 台北101國際登高賽

## 贊助隊伍
- 足球
  - 俱乐部：拉齐奥
- 棒球
  - 國家隊：日本棒球代表隊、中華成棒代表隊、中国国家棒球队
  - 俱樂部：統一獅、味全龍、富邦悍將
- 籃球
  - 俱樂部：豐田汽車Alvark、JAL Rabbits
- 排球
  - 國家隊：日本女子排球隊、美國排球代表隊
  - 俱樂部：NEC紅火箭、久光製藥Springs、岡山海鷗、武富士Bamboos、三得利Sunbirds、豐田合成Trfuerza、雲林mizuno
- 橄欖球
  - 俱樂部：NEC綠火箭
- 曲棍球
  - 國家隊：日本曲棍球代表隊
- 田徑
  - 香港業餘田徑總會
- 其他
  - 香港殘疾人奧委會暨傷殘人士體育協會
  - 中國香港體育協會暨奧林匹克委員會 （2004年雅典奧運）

## 贊助選手
- 棒球：鈴木一朗、松井秀喜、岡島秀樹、小笠原道大、姜建銘、林威助、中田翔、林泓育、林立
- 足球：阿部勇樹、永井雄一郎、加地亮、本田圭佑、冈崎慎司
- 游泳：北島康介、武田美保、寺川綾、池江璃花子、王星皓、黃渼茜
- 田徑：室伏廣治、室伏由佳、末續慎吾、內藤真人
- 排球：越川優、高橋美雪、杉山祥子、木村沙織、落合真理
- 乒乓球：福原愛、馬琳、石川佳純
- 體操：富田洋之、內村航平
- 柔道：谷亮子、鈴木桂治、上野雅惠、野村忠宏
- 籃球：原田裕花
- 壘球：上野由岐子
- 羽球：早川賢一、奧原希望、許玟琪、李佳馨、葉宏蔚、鄧淳薰、林湘緹

## 游泳隊
英文: mizuno swim team
成員:寺川綾、種田惠

## 市場主要競爭對手
美津濃的市場對手有：
- Adidas
- Asics
- Converse
- Fila
- New Balance
- NIKE
- Puma
- Reebok
- Under Armour
- Vans

## 外部連結
- ミズノ （页面存档备份，存于）（日本官網）
- 美津浓中国官网 （页面存档备份，存于）
- 美津濃台灣官網 （页面存档备份，存于）
- Mizuno的Instagram帳戶
- Mizuno的X（前Twitter）
- Mizuno的Facebook專頁 （页面存档备份，存于）